# Zero Hour (Fernsehserie)
Zero Hour (dargestellt als ZERØ HØUR, dt.: Stunde Null) ist eine US-amerikanische Fernsehserie, welche am 14. Februar 2013 ihre Premiere beim Sender ABC feierte. Die Serie besteht aus 13 Folgen in einer Staffel, da der ausstrahlende Sender aufgrund schwacher Quoten von einer Fortsetzung absah und die Sendung in ihrer regulären Ausstrahlung bereits nach drei Folgen wieder aus dem Programm nahm. Die übrigen Episoden wurden dennoch ins Programm aufgenommen und daher von ABC im Sommer 2013 versendet. Ebenso war die Serie komplett beim kanadischen Fernsehsender Global zu sehen, wie auch im australischen Fernsehen beim Sender Seven Network, welcher alle Folgen im Sommer 2015 in sein Programm aufnahm, nachdem ursprünglich eine Ausstrahlung im Jahr 2013 geplant war.

## Inhalt
Hank Galliston veröffentlicht die Zeitschrift Modern Skeptic, die sich mit paranormalen Phänomenen beschäftigt. Seine Frau Laila kauft eine einzigartige Uhr von einem Verkäufer, bevor sie entführt wird, woraufhin er in eine Jagd nach den heiligsten Reliquien der modernen Menschheitsgeschichte verwickelt wird.

## Darsteller und Figuren

### Hauptdarsteller
- Anthony Edwards als Hank Galliston
- Carmen Ejogo als Agent Beck Riley
- Scott Michael Foster als Arron Martin
- Addison Timlin als Rachel Lewis
- Jacinda Barrett als Laila Galliston
- Michael Nyqvist als White Vincent

### Wiederkehrende Darsteller
- Amir Arison als Theodore Riley
- Dylan Baker als Agent Terrance Fisk
- Beth Dixon als Rose Galliston
- Charles S. Dutton als Father Mickle
- Jonathan Dwyer als Max
- Zach Grenier als Wayne Blanks
- Grace Gummer als Agent Paige Willis
- Amy Irving als Melanie Lynch
- Jamie Jackson als Reverend Mark
- Ken Leung als Father Reggie
- Jonathan Walker als Stan Jarvis
- Dan Ziskie als Roland Galliston